# Fernando Casós Flores
Fernando Casós Flores (Trujillo, 29 de mayo de 1828 - Lima, 1881) fue un político y escritor peruano. Repetidas veces diputado y senador, desempeñó un papel protagónico en la Rebelión de los Hermanos Gutiérrez (1872).

## Primeros años
Sus padres fueron José Casós y Josefa Flores. Realizó sus estudios en el Colegio Seminario San Carlos y San Marcelo, de su ciudad natal (1847), luego se trasladó a Lima, donde completó su educación en el Colegio Guadalupe. Finalmente, obtuvo el grado de doctor en jurisprudencia en la Universidad Nacional Mayor de San Marcos, con una tesis sobre el primado del Papa (1849), recibiéndose como abogado.

## Actividad política
Destacó como redactor principal de El Rímac (1850-1851), periódico que sostenía la candidatura de José Rufino Echenique. Al triunfar su candidato, fue nombrado primer oficial del Ministerio de Justicia y luego, archivero del Ministerio de Hacienda (1852). Elegido diputado por Jaén (1853), se sumó a la oposición y apoyó el levantamiento de Ramón Castilla en Arequipa.
Luego del triunfo liberal (1855), fue elegido senador por Pataz (1858-1859), continuando su labor opositora, esta vez contra Castilla, dirigiendo en su cámara el grupo liberal y donde logró gracias a sus dotes oratorias la supresión de los diezmos y la defensa de los derechos regalistas en la elección de los obispos. Colaboró con el periódico La América (1862), fundado por Francisco Javier Mariátegui e iniciado el Conflicto con España se opuso a la política conciliatoria del presidente Juan Antonio Pezet, apoyó en consecuencia el levantamiento de Mariano Ignacio Prado e incluso participó activamente en la defensa del Callao durante el Combate del Dos de Mayo (1866).
Por esos años colaboró con el periódico El Liberal y fue elegido diputado por Trujillo al Congreso Constituyente de 1867, formando parte de la comisión que preparó el proyecto constitucional. No obstante, antes que terminen sus labores en el Congreso, fue nombrado cónsul general en Londres, donde negoció con los consignatarios del guano el aumento de 10 chelines en el precio de la tonelada. A su retorno, colaboró en el semanario El Correo del Perú (1871-1872) y se dedicó al ejercicio de su profesión hasta que fue requerido para desempeñar la secretaría general en el efímero régimen de Tomás Gutiérrez. Al fracasar la rebelión contra el presidente electo Pardo, emigró a Chile y luego a Francia, donde colaboró con el periódico El Americano de París (1872) y publicó sus dos novelas políticas (1874).
Regresó al Perú luego de dos años dedicándose a la abogacía y escribió además en el periódico El Nacional (1874-1875). Recuperó aún sus ímpetus oratorios cuando arengó a la multitud desde los balcones de la municipalidad, luego de la declaratoria de guerra de Chile al Perú (1879). Falleció en circunstancias desconocidas durante la ocupación de Lima (1881).

## Obras

### Escritos políticos
- Exposición de los documentos que desmienten las calumnias propaladas en los diarios de esta capital (1852).
- Para la historia del Perú. Revolución de 1854 (1854).
- Proyecto de reforma de la Constitución de 1856... (1858).
- La proclama del coronel D. José Balta ante el buen sentido del N. del Perú y documentos posteriores (1866).
- El consulado de Londres en el incidente relativo a la salida de los blindados españoles del territorio británico (1868).
- La revolución de julio en el Perú (1872).
- La revolución de julio de 1872 (1876)

### Novelas
- Los amigos de Elena (París, 1874). 2ª edición de Los amigos de Elena Diez años antes, Lima, MYL,2023, 464 p. ISBN:  978-612-50-1332-3. Edición crítica de José Gabriel Castellanos e Isabelle Tauzin.
- Los hombres de bien! (París, 1874).

### Discursos
Recopilados y anotados por Evaristo San Cristóval:
- Discurso sobre libertad de cultos pronunciado en la Asamblea Nacional del año 1867 (Arequipa, 1906).
- Discursos pronunciados en el Congreso Constituyente de 1867 (1926-1927).